# برونو فورنارولی
برونو فورنارولی (انگلیسی: Bruno Fornaroli؛ زادهٔ ۷ سپتامبر ۱۹۸۷) بازیکن فوتبال اهل استرالیا است.
از باشگاه‌هایی که در آن بازی کرده‌است می‌توان به باشگاه فوتبال ناسیونال اروگوئه، باشگاه فوتبال پاناتینایکوس، باشگاه فوتبال سمپدوریا، باشگاه فوتبال دانوبیو، باشگاه فوتبال رکریتیوو اوئلوا، باشگاه فوتبال فیگیرنسه، باشگاه ورزشی سن لورنسو آلماگرو، و باشگاه فوتبال ملبورن سیتی اشاره کرد.
وی همچنین در تیم‌های ملی فوتبال Uruguay national under-17 football team و استرالیا بازی کرده‌است.